# Syracuse (Utah)
Syracuse je město v okresu Davis County ve státě Utah ve Spojených státech amerických. K roku 2010 zde žilo 24 331 obyvatel. S celkovou rozlohou 14,01 km² byla hustota zalidnění 1 736,69 obyvatel na km². Leží 48 kilometrů severně od Salt Lake City. Město bylo pojmenováno po městě Syracuse ve státě New York. Město leží na východním pobřeží Velkého Solného jezera.